# Гертман, Павел Андреевич
Павел Андреевич Гертман (1911—1943) — участник Великой Отечественной войны, стрелок 78-го гвардейского стрелкового полка 25-й гвардейской стрелковой дивизии 6-й армии Юго-Западного фронта, гвардии красноармеец. Герой Советского Союза.

## Биография
Родился в 1911 году в Харькове в семье рабочего.
С 1942 года в Красной Армии. На фронте Великой Отечественной войны — с мая 1942.
Стрелок 78-го гвардейского стрелкового полка гвардии рядовой Павел Гертман 5 марта 1943 года в составе взвода под командованием гвардии лейтенанта П. Н. Широнина участвовал в отражении многочисленных атак танков, бронемашин и пехоты противника у железнодорожного переезда на южной окраине с. Тарановка (Змиёвский район Харьковской области). Погиб в этом же бою.
Похоронен в братской могиле в селе Тарановка.
Указом Президиума Верховного Совета СССР «О присвоении звания Героя Советского Союза начальствующему и рядовому составу Красной Армии» от 18 мая 1943 года за  «образцовое выполнение боевых заданий командования на фронте борьбы с немецкими захватчиками и проявленные при этом отвагу и геройство» удостоен посмертно звания Героя Советского Союза.

## Память
- В селах Тарановка и Соколовое установлены памятники героям.
- Их именем назван рыболовный траулер.